# Paul Bascomb
Paul Bascomb (* 12. Februar 1910 in Birmingham, Alabama; † 2. Dezember 1986 in Chicago) war ein US-amerikanischer Tenorsaxophonist und Bandleader des Swing und des Rhythm and Blues. Er spielte in der Band von Erskine Hawkins.

## Leben
Paul Bascomb war Gründungsmitglied der Formation Bama State Collegians, die dann von Erskine Hawkins geleitet wurde und aus der später seine Big Band hervorging. Mit diesem Orchester, in dem auch sein Bruder Dud spielte, kam Bascomb 1935 nach New York und war dessen führender Saxophonsolist („Sweet Georgia Brown“, 1940). Er blieb bis 1944 in diesem Ensemble, abgesehen von einem kurzen Zwischenspiel von 1938 bis 1939, als er im Count Basie Orchestra nach Herschel Evans Tod arbeitete. Dann leitete er bis 1947 mit seinem Bruder Dud gemeinsam ein Septett, das allmählich zu einer Bigband erweitert wurde, im Rhythm and Blues Stil spielte und Aufnahmen für Alert Records machte. In den 1950er-Jahren nahm er einige 78er für United auf, die später von Delmark wiederveröffentlicht wurden. Dabei nahm er auch unter dem Pseudonym „Manhattan Paul“ auf („Mumbles Blues“). In dieser Zeit war er auch an Aufnahmen von Dinah Washington und Little Esther beteiligt. In den 1960er und 1970er Jahren war er nicht musikalisch aktiv, hatte aber in den späten 1970ern ein kleines Comeback und trat mit Erskine Hawkins auf europäischen Festivals auf.

## Auswahldiskographie
- Bad Bascomb (Delmark)